# Kwas p-toluenosulfonowy
Kwas p-toluenosulfonowy, kwas tosylowy – organiczny związek chemiczny z grupy aromatycznych kwasów sulfonowych. Jest kwasem mocnym (pKa = −2,8), o mocy porównywalnej z kwasem siarkowym (pKa1 = −3).

## Otrzymywanie
Otrzymywany w reakcji sulfonowania toluenu stężonym kwasem siarkowym lub kwasem chlorosulfonowym (w tym przypadku powstaje głównie chlorek tosylu). Bardzo dobrze rozpuszczalny w wodzie, krystalizuje jako monohydrat. Z zasadami tworzy sole, np. p-toluenosulfonian sodu.

## Właściwości i zastosowanie
Stosowany jako katalizator kwasowy rozpuszczalny w rozpuszczalnikach organicznych, np. w reakcjach estryfikacji lub do eliminacji grupy hydroksylowej.